# Серо дел Конехо (Апан)
Серо дел Конехо (шп. Cerro del Conejo) насеље је у Мексику у савезној држави Идалго у општини Апан. Насеље се налази на надморској висини од 2691 м.

## Становништво
Према подацима из 2010. године у насељу су живела 2 становника.

### Хронологија
| Година       | 2000         | 2005      | 2010 |
| ------------ | ------------ | --------- | ---- |
| Становништво | 34 (15 / 19) | 9 (5 / 4) | 2    |

### Попис
| # | Индикатор                     | Вредност |
| - | ----------------------------- | -------- |
| 1 | Укупно домаћинстава           | 2        |
| 2 | Укупно насељених домаћинстава | 2        |
| 3 | Величина локације             | 1        |